# Castrelo (San Cristóbal de Cea)
Castrelo (llamada oficialmente San Cibrao de Castrelo) es una parroquia y un lugar del municipio español de San Cristóbal de Cea, en la provincia de Orense, Galicia.

## Toponimia
La parroquia también es conocida por el nombre de San Ciprián de Castrelo.

## Historia
Hacia mediados del siglo XIX, la parroquia, ya por entonces perteneciente a Cea, tenía contabilizada una población de 420 habitantes. Aparece descrita en el sexto volumen del Diccionario geográfico-estadístico-histórico de España y sus posesiones de Ultramar de Pascual Madoz con las siguientes palabras:

CASTRELO (San Ciprian de): felig. en la prov. y dióc. de Orense (3 leg.), part. jud. de Señorin en Carballino (1), ayunt. de Cea: sit. en llano al E. de la montaña llamada Mártiuana: combátenla principalmente los aires del N. y S., y las enfermedades mas frecuentes son catarros, fiebres y pulmonias. Comprende, ademas del l. de su nombre, los de Anllo, Bento, Casanova, Labandeira, Nogueira, Paramios, Torre y Vilela, que reunen 107 casas de mala fáb. y distribucion interior. La igl. parr. dedicada á San Ciprian está servida por un cura, ucyo destino es de entrada, y de presentacion mista, la cual perteneció al monast. de monjas de San Payo en Santiago, y á la casa de Villarino de Pedro Lopez; hácia el N. de la igl. se encuentra el cementerio que no daña á la salud pública. Confina el térm. N. con Cea; El Pereda; S. Louredo y O. San Facundo. Le cruzan 2 arroyuelos que únicamente llevan agua durante el invierno. E. terreno es algo pedregoso y de mediana calidad, tiene algun arbolado de robles, castaños y frutales en particular cerezos; carece de prados de regadio, y los que hay son poco feraces. Pasan por el térm. el camino que dirige de Orense á Santiago, y el de Rivadavia á Lugo, los cuales se hallan en mediano estado. prod.: centeno, maiz, poco trigo, castañas, lino, cerezas y otras frutas; sostiene ganado vacuno y de cerda: y hay caza de varias especies. pobl.: 107 vec., 420 almas. contr.: con su ayunt. (V.)
(Madoz, 1847, p. 196)

## Organización territorial
La parroquia está formada por ocho entidades de población:
- Anllo
- Casanova (A Casanova)(Casas Novas)
- Castrelo
- Chao Real
- Nogueira
- Paramios
- Torre (A Torre)
- Vilela

## Demografía

### Parroquia
| Gráfica de evolución demográfica de Castrelo (parroquia) entre 2000 y 2023 |
|                                                                            |
| Datos según el nomenclátor publicado por el INE.                           |

### Lugar
| Gráfica de evolución demográfica de Castrelo (lugar) entre 2000 y 2023 |
|                                                                        |
| Datos según el nomenclátor publicado por el INE.                       |